# Локвенц, Вратислав
Вра́тислав Ло́квенц (чеш. Vratislav Lokvenc; род. 27 сентября 1973, Наход, Краловеградецкий край, ЧССР) — чешский футболист, нападающий.

## Карьера

### Клубная
Воспитанник футбольных школ клубов «Наход» и «Градец-Кралове».
Профессиональную карьеру начал в 1992 году в клубе «Градец-Кралове», в 1994 году перешёл пражскую «Спарту», в составе которой впоследствии пять раз выигрывал чемпионат Чехии и один раз Кубок Чехии. В 2000 году перешёл в «Кайзерслаутерн», а в 2004 году в другой немецкий клуб «Бохум».
С 2005 года выступал за клуб «Ред Булл» из Зальцбурга, с ним стал чемпионом Австрии в 2007 году. В феврале 2008 перешёл на правах аренды в швейцарский «Базель», с которым в этом же году выиграл чемпионат Швейцарии и Кубок Швейцарии.

### В сборной
С 1993 года выступал за молодёжную сборную.
В составе главной национальной сборной Чехии дебютировал 6 сентября 1995 года в матче со сборной Норвегии, а первый гол забил 27 мая 1998 года в товарищеском матче со сборной Южной Кореи. Принимал участие в финальных турнирах чемпионата Европы 2000 года, чемпионата Европы 2004 года и чемпионата мира 2006 года, на котором сыграл свой последний матч за сборную 17 июня 2006 года против сборной Ганы.

## Достижения

### Клубные
Спарта (Прага):
- Чемпион Чехии (5): 1994/95, 1996/97, 1997/98, 1998/99, 1999/00
- Обладатель Кубка Чехии (1): 1995/96

Кайзерслаутерн:
- Финалист Кубка Германии (1): 2002/03

Ред Булл:
- Чемпион Австрии (1): 2006/07

Базель:
- Чемпион Швейцарии (1): 2007/08
- Обладатель Кубка Швейцарии (1): 2007/08

### Международные
- Бронзовый призёр Кубка конфедераций (1): 1997
- Бронзовый призёр чемпионата Европы (1): 2004

### Индивидуальные
- Лучший бомбардир чемпионата Чехии (5): 1999/00